# Tzar: Ciężar korony
Tzar: Ciężar Korony (oryg. Цар: тежестта на короната) – gra komputerowa z gatunku RTS. Gra posiada rozbudowany edytor pozwalający tworzyć własne kampanie i mapy. Tzar: Ciężar Korony jest też nazwą kampanii, która znajduje się w grze.

## Kampania Tzar: Ciężar Korony

### Prolog
Wiele wieków temu światem rządził chaos. Ciągła batalia pomiędzy Dobrem i Złem pochłaniała życia wielu ludzi. Siły ciemności wygrywały. Życie obracało się wokół wojny, a rozlew krwi i śmierć wydawały się nie mieć końca. Tylko dobrzy magowie wlewali nadzieję w serca wojowników. Ale nawet oni nie byli wystarczająco silni, żeby opanować siły ciemności. Kiedy już wszystko wydawało się przegrane, narodził się nowy mag. Był potężniejszy, niż jakikolwiek człowiek przed nim. Po długiej walce, dobry mag pokonał siły ciemności. Od tego czasu okropne masakry pojawiały się tylko w opowieściach przekazywanych z ojca na syna w blasku ogniska. Dzięki dobremu magowi i jego ludziom Nowy Świat stał się pięknym i spokojnym miejscem. Kiedy dobry mag poczuł, że jego życie zbliża się ku końcowi, rzucił na świat zaklęcie. Użył czaru Magicznego Ognia Życia, by przenieść cała swoją energię i mądrość do Kryształu, który dawałby swojemu właścicielowi nieograniczoną potęgę.
Kryształ powierzono uczniom maga, którzy chronili go przez tysiąc lat i używali, gdy trzeba było powstrzymać siły Zła. Pewnego dnia narodził się inny mag. Pomimo swojej mocy, potrzebował on Kryształu, by przejąć władzę nad światem. Udało mu się go ukraść. Pozostali magowie z zamku starego króla nie mogli go powstrzymać, ani potem odnaleźć. Jedyne, co im pozostało, to rzucenie na Kryształ zaklęcia petryfikacji, dzięki któremu mag zamieniłby się w kamień, gdyby kiedyś próbował go użyć. Zły mag zniknął na zawsze, a zaginionego Kryształu nigdy nie odnaleziono. Zaklęcia dobrego maga ochraniały świat przed siłami ciemności, ale dobre czary powoli traciły swoją moc. Wielu dzielnych ludzi i magów wyruszyło na poszukiwanie Kryształu, aby przywrócić jego moc do zamku starego króla. Władca Ciemności także wiedział o Krysztale i jego ogromnej mocy. Wiedział, że właśnie jego potrzebuje, by stać się niezwyciężonym. Ciągle więziony przez zaklęcia dobrych magów, przywołał swoje przerażające sługi: Czterech Mesjaszów Zła – Chciwość, Zdradę, Strach i Lenistwo. Stopniowo Czterej Mesjasze podbili serca ludzi i Nowy Świat został zniszczony. Pożoga, strach i głód zastąpiły pokój, szczęście i radość. Brat obrócił się przeciwko bratu, syn przeciwko ojcu. Siły ciemności znowu rządziły światem.
Podczas okrutnej bitwy król Roan zginął z ręki zdrajcy. Niedawna chwała potężnego królestwa stała się tylko wspomnieniem. Na szczęście ostatniemu magowi udało się odnaleźć młodego księcia pośród zgliszczy zamku starego króla, Sartora. Uratował go i wychował na silnego dzielnego młodego człowieka, który nigdy nie miał się dowiedzieć, kim był jego ojciec.

### Informacje specjalne na temat kampanii
Kampania, choć liniowa, jest bardzo rozbudowana. Od śmierci ojca minęło już 20 lat. Zadaniem gracza jest pokonanie źródła zła i przywrócenie świetności królestwu. Gracz ma do przejścia od 17 do 19 map (niektóre z nich są alternatywne).

### Główni bohaterowie kampanii
- Sartor – syn króla Roana, zamierza przywrócić pokój na świecie,
- Ghiron – Mag, ratuje Sartora w pierwszej misji. Jest do końca kampanii towarzyszem Sartora,
- Woolin – Jeden z dowódców armii nieżyjącego króla Roana. Dołącza do Ghirona i Sartora w drugiej misji.
- Vardal – brat Sartora, pomaga mu podczas walki o kryształ.

## Szczegółowe informacje o Tzarze

### Dodatki do gry
Powstały dwa dodatki wydane na płytach:
- Tzar: Excalibur – Dodatek, utworzony przez włoskich graczy. Opowiada o rycerzach okrągłego stołu, oraz o mieczu zwanym Excalibur.
- Tzar: Magia – Dodatek, utworzony przez graczy hiszpańskich. Opowiada o arabskim magu Albinie.

Te dodatki zostały jedynie przetłumaczone przez graczy na język polski. Nie ma żadnych polskich dodatków do gry.
Jednak Edytor Map pozwala nam na tworzenie kampanii takich jak te powyżej. Obecnie na forum tzar.fora.pl jest ich naprawdę dużo.

### Rasy
W grze Tzar: Ciężar Korony występują trzy Rasy:
- Europejska,
- Arabska,
- Azjatycka,

Każda z ras ma inne budowle jednostki (m.in. jednostki bojowe), w pewnej części technologie, gdyż technologie nieraz się powtarzają. Gdy rozpoczynamy grę Losową lub Internetową zaczynamy od Zamku – jest on początkiem naszego królestwa. Gracz może produkować w nim wieśniaków, zdobywać pierwsze technologie, później jak w wielu grach rozwijać gospodarkę i w końcu armie.

### Surowce
W Tzarze istnieją 4 surowce : drewno, złoto, kamienie oraz żywność.
Każdy surowiec można przetransportować do zamku, co powoduje dodanie surowców.
Specjalny budynek do zbierania drewna to tartak. Istnieje w nim operacja "ścinanie drzew" (koszt 400 sztuk złota), która powoduje zdobywanie większych porcji surowca. Budynek, do którego można zanosić złoto i kamienie to magazyn. Istnieją w nim operacje "wydobycie złota" i "wydobycie kamienia", które zwiększają wydobycie surowców (koszt 400 sztuk złota). Żywność można wytwarzać uprawiając pole, dojąc krowy i zbierając ich mięso. Europejczycy i Arabowie posiadają płodozmian oraz udomowienie. Płodozmian zwiększa zdobywanie żywności z uprawiania pola, a udomowienie pozwala produkować krowy. Azjaci posiadają płodozmian oraz irygację.

### Warianty gry
Gracz ma do wyboru kilka wariantów rozgrywek:
-Gra pojedyncza:
- Kampania,
- Losowa mapa,
- Gotowa mapa,

-Gra sieciowa:
- sieć lokalna,
- TCP/IP,

### Demo w grze
Po każdej rozgrywce znajduje się ono w folderze Demos w katalogu gry pod nazwą tzar.wdm. Włączenie pliku skutkuje odtworzeniem ostatniej rozgrywki.
Demo służy niekiedy do rozstrzygnięć turniejowych spotkań. Uwagi:
- Przy kolejnej rozgrywce plik zostaje nadpisany.
- Obecność podczas rozgrywki AI sprawia, że odtworzone demo jest różne na innych PC.

### Edytor map
Dodatkowo, każdy gracz może sam tworzyć mapy i kampanie dzięki dołączonym edytorom (TzarEdit.exe, TzarCampaign.exe). Producent dołączył także poradnik w formacie *.pdf. Silnik tworzenia zdarzeń i akcji na mapach opiera się o prostą metodę reguł, których warunki można ze sobą łączyć za pomocą operatorów logicznych (zaczerpniętych m.in. z języka C++). System reguł jest bardzo skomplikowany więc nie łatwo jest opanować tak rozbudowany edytor. Jednak jeśli dobrze się prześledzi poradnik do edytora, to edytor może okazać się skomplikowany, gdyż wiele rzeczy w nim zależy od szczegółów.

### Poziom trudności
W grze do wyboru są trzy poziomy trudności:
- Łatwy,
- Normalny,
- Trudny,

Jednakże sam Poziom trudności gry jest wysoki zwłaszcza dla początkujących graczy. Dla nich producenci gry przygotowali tutorial oraz wyczerpujący opis zależności technologii występujących w grze (dostępny po naciśnięciu F1 podczas rozgrywki). Dodatkowo można uruchomić pomoc SI (Sztuczna Inteligencja) ukierunkowaną na daną dziedzinę: gospodarkę, wojnę lub obie jednocześnie.

### Gra sieciowa
Jeśli ktoś jest zainteresowany grą przez sieć do gry przez sieć można wykorzystać programy:
- Hamachi,
- GameSpy Arcade,
- https://tza.red/

Również można skorzystać z adresu IP, czyli podczas gry wieloosobowej należy wpisać adres IP i można grać z wybranym IP. Gra w internecie może działać na każdej wersji jednakże jest mały błąd w wersjach 1.05 i starszych, który umożliwia wpisanie kodu podczas gry sieciowej.